# إيفانا ليسجاك
إيفانا ليسجاك (بالكرواتية: Ivana Lisjak)‏ مواليد 17 مارس 1987 في تشاكوفيتش، جمهورية كرواتيا الاشتراكية، هي لاعبة كرة مضرب كرواتية تلعب باليد اليمنى. أعلى تصنيف لها في الفردي كان المركز الـ 95 في سنة 2006. فاز ببطولة سراييفو سنة 2009 بعد تغلبها على أنا يوفانوفيتش في النهائي.

## روابط خارجية
- إيفانا ليسجاك على موقع رابطة محترفات التنس (الإنجليزية)
- إيفانا ليسجاك على موقع الاتحاد الدولي لكرة المضرب (الإنجليزية)
- إيفانا ليسجاك على موقع خلاصة التنس.كوم (الإنجليزية)
- إيفانا ليسجاك على موقع إي إس بي إن.كوم (الإنجليزية)